# Saxophone
Saxophone (gọi ngắn là sax) là nhóm nhạc cụ thuộc họ kèn gỗ. Chúng chủ yếu được làm bằng đồng thau. Tuy làm bằng đồng nhưng vì hình thức tạo âm thanh dùng dăm đơn giống như kèn gỗ clarinet, nên saxophone được liệt kê là nhạc cụ kèn gỗ. Kèn Saxophone được Adolphe Sax, nhà thiết kết nhạc cụ người Bỉ phát minh ra năm 1840. Sau đó, ông được cấp bằng sáng chế vào ngày 28 tháng 6 năm 1846. Saxophone lúc ban đầu sản xuất gồm 2 loạt, mỗi nhạc cụ khác nhau về kích thước và tông độ. Nhưng loại có tông B♭ (si giáng) và E♭ (mi giáng), lúc đầu sản xuất cho nhạc quân đội, hiện nay rất phổ biến và dễ bắt gặp. Những nhạc cụ trong loạt "giao hưởng" thì thường có tông C (đô) và F (fa), loạt này chưa bao giờ được phổ biến rộng rãi, và hiện nay saxophone tông B♭ và E♭ đã thay thế loại tông C và F khi saxophone được sử dụng trong dàn giao hưởng.
Saxophone được sử dụng trong nhạc cổ điển (như hòa nhạc, nhạc thính phòng, và solo repertoire), nhạc quân đội, nhạc hành quân, và jazz (như big band, jazz combo,...).